# خيارة دنون
بلدة خيارة دنون أو خيارة ذي النون (Khiyarit Danoun) بلدة سورية تابعة لمحافظة ريف دمشق، سوريا، تقع جنوب مدينة الكسوة وترتفع عن سطح البحر 719 م، توجد بالقرب منها بعض الآثار القديمة.
تحدها الكسوة من الشمال خان ذي النون من الغرب عين البيضاء من الجنوب الغربي بالإضافة إلى جبل المانع (قمة قلعة النحاس) من الجنوب الشرقي أما في أقصى الشرق والشمال الشرقي فتحدها كلا من: خربة الشياب - المطلة - الحرجلة.